# Baie de Kenepuru
La baie de Kenepuru, en anglais Kenepuru Sound, est une ria des Marlborough Sounds, en Nouvelle-Zélande. Le Kenepuru est un bras de mer annexe de la baie de Pelorus, principale vallée immergée de la région.

## Topographie et toponymie
La baie de Kenepuru est en réalité une ria longue d'environ vingt-cinq kilomètres.
Le Kenepuru est parallèle à la Tōtaranui, située quelques kilomètres au sud, et qui par endroits s'en est séparée que de quelques centaines de mètres.

Différentes vues du Kenepuru
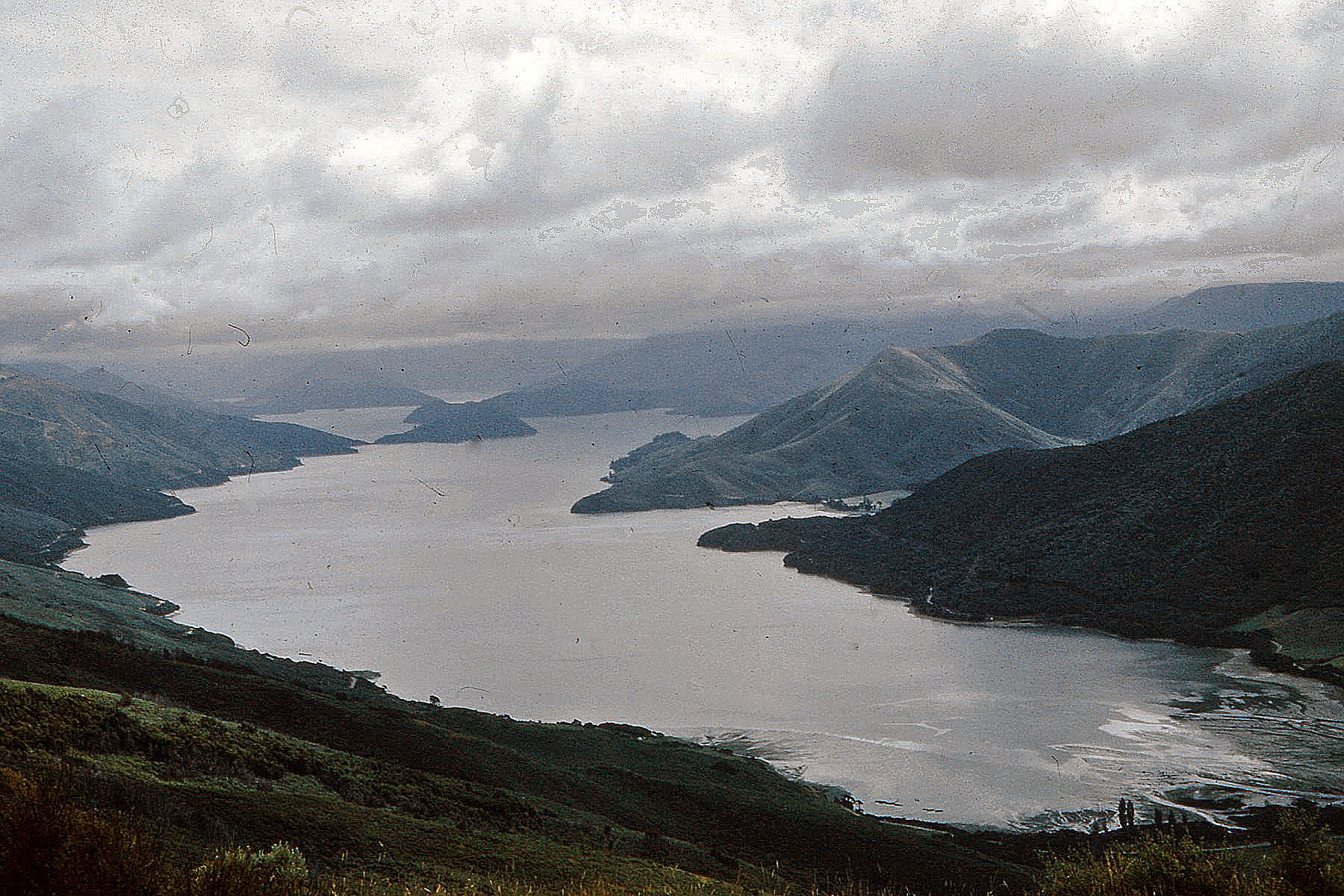
La pointe du Kenepuru en 1970.
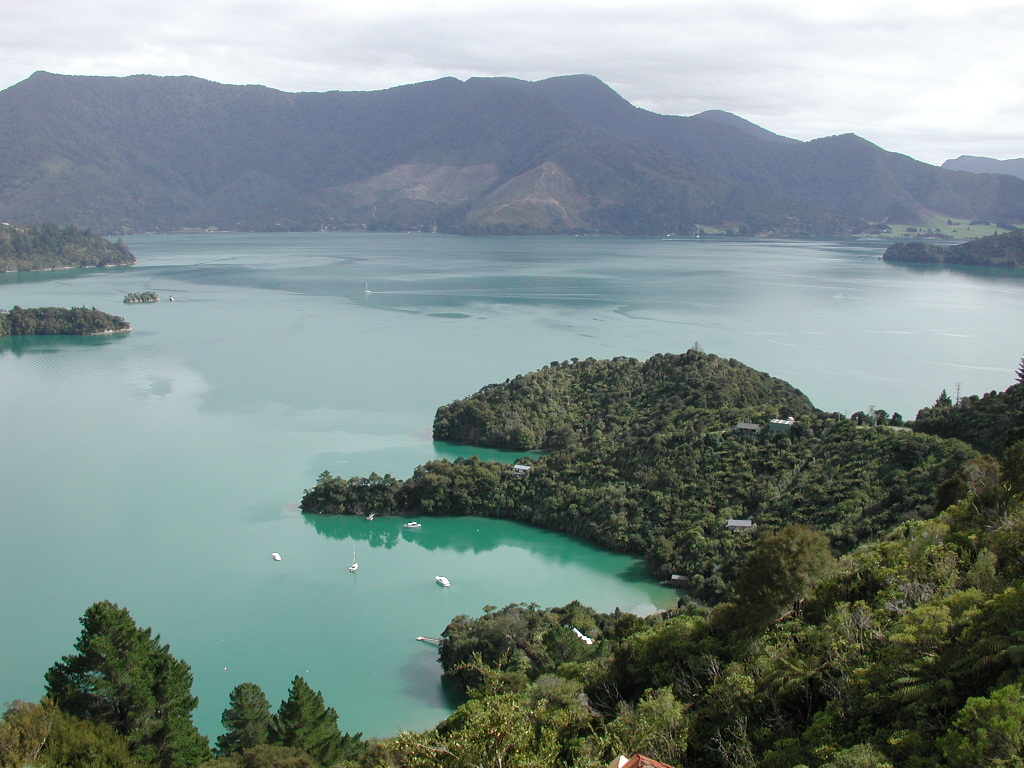
La baie de Te Mahia et le Kenepuru.
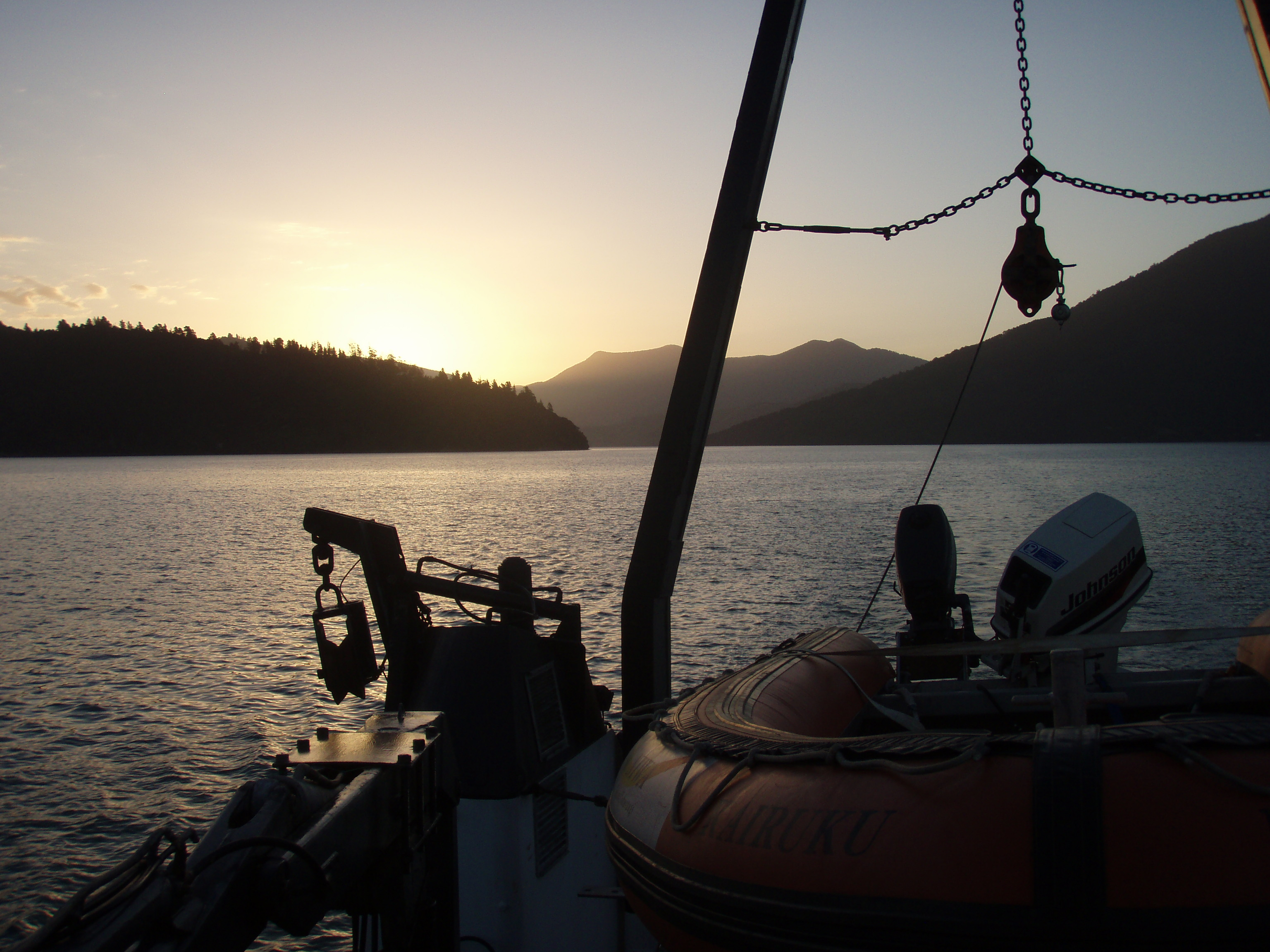
Le Kenepuru au coucher du soleil, vue en direction de l'occident.

## Faune et flore
La moule verte de Nouvelle-Zélande est historiquement très développée dans la baie de Kenepuru, avec une densité atteignant 70 individus par mètre carré.

## Activités humaines et conséquences

### Accès
De 1935 à 1955 est construite la Kenepuru Roads Board, une route littorale qui longe toute la côte méridionale de la baie depuis Linkwater jusqu'à la tête de la baie.

### Envasement
Une étude menée en 2017-2018 sur les fonds marins du Kenepuru montre un envasement prononcé de l'estuaire de la ria, 87 % de la zone étant recouverts de vase, et la part végétalisée étant très réduite ; cet envasement est considéré comme le plus important risque écologique affectant la zone.
Par ailleurs, indépendamment des risques écologiques, cet envasement menace les activités conchylicoles de la baie en empêchant le développement des coquillages.

### Biodiversité
La cueillette de moules vertes en réduit très fortement la population, en particulier au cours des années 1970 et 1980. La densité moyenne est désormais de une à deux moules par mètre carré, et peut atteindre par endroits trente individus au maximum.